# José Ramón Navarro Nicolau
José Ramón Navarro Nicolau (Benimaclet, València 31 de març de 1945) fou un polític valencià, diputat a les Corts Valencianes en la II Legislatura.

## Biografia
Treballà com a perit industrial i milità a les Joventuts Catòliques. Treballà a Telefónica, on fundà l'Associació Professional de Quadres de Telefónica i fou delegat sindical, cosa que li va permetre ser membre del consell d'administració de l'empresa i de FUNDESCO.
El 1983 va ingressar al Centro Democrático y Social, del que en fou president del comitè d'Alacant i candidat al Senat d'Espanya a les eleccions generals espanyoles de 1986, però no fou escollit. Sí que fou elegit diputat a les eleccions a les Corts Valencianes de 1987. Entre 1987 i 1991 ha estat vocal de les Comissions de Coordinació, Organització i Règim de les Institucions de La Generalitat, d'Economia, Pressupostos i Hisenda, d'Indústria, Comerç i Turisme i de la Comissió Permanent no legislativa d'Afers Europeus. No va revalidar l'escó a les eleccions de 1991, i cap al 1996 havia ingressat a Unió Valenciana, on fou dirigent del partit a Alacant.